# Alfredo Pacini
Alfredo Pacini (Capannori, 10 februari 1888 - Rome, 23 december 1967) was een Italiaans geestelijke en kardinaal in de Rooms-Katholieke Kerk.
Pacini bezocht het seminarie van Lucca en werd op 25 juli 1913 priester gewijd. Hij doceerde vervolgens aan zijn eigen seminarie, en werkte als pastoor in verschillende parochies in Lucca. Tijdens de Eerste Wereldoorlog diende hij als militair kapelaan in het Italiaanse leger. Na de oorlog hervatte hij zijn werkzaamheden in Lucca. In 1924 verhief paus Pius XI hem tot honorair kamerheer. Even later werd hij als secretaris toegevoegd aan de apostolische nuntiatuur in Joegoslavië. Deze functie vervulde hij tot 1928, toen hij - op dezelfde post - bevorderd werd tot auditor. Van 1935 tot 1944 vervulde hij dezelfde functie aan de nuntiatuur in Polen. Van 1944 tot 1946 was hij Raad van de nuntius in Frankrijk.
Paus Pius XII benoemde hem in 1946 tot nuntius in Haïti en de Dominicaanse Republiek. Vier dagen later werd hij gewijd tot titukair aartsbisschop van Germia. Angelo Roncalli, nuntius in Parijs, en de latere paus Johannes XXIII was een van de wijdende bisschoppen. Vanaf 1949 was hij nuntius in Uruguay. Hier zou hij tot 1960 blijven, toen hij werd benoemd tot nuntius in Zwitserland. Pacini nam deel aan het Tweede Vaticaans Concilie. Tijdens het consistorie van 26 juni 1967 creëerde paus Paulus VI hem kardinaal-diaken. De Santi Angeli Custodi a Città Giardino werd zijn titeldiakonie. Kardinaal Pacini overleed nauwelijks een half jaar later en werd bijgezet in zijn familiegraf in Capannori.
- Gemeinsame Normdatei: 106007592X
- Historisch woordenboek van Zwitserland: 023291
- Istituto Centrale per il Catalogo Unico: CFIV059663
- Virtual International Authority File: 311574742